# Huasca de Ocampo
Huasca de Ocampo est une ville et une municipalité de l'état d'Hidalgo au Mexique central. Elle est située à 34 km de Pachuca et à 16 km de Mineral del Monte, dans la Sierra de Pachuca. Sur son territoire se trouvent des géosites appartenant au Géoparc Comarca Minera.